# De Fornari

Stemma nobiliare dei De Fornari

De Fornari spesso ascritti come Defornari o Fornari e una parte naturalizzati come Furnari, sono una nobile e antica famiglia della Serenissima Repubblica di Genova.

## Storia
Discendente da Ottone Fornari, più volte console genovese tra gli anni 1106 e 1119 , si pensi provenga dalla città di Alessandria della Paglia, all'epoca, in realtà, ancora non edificata, ha avuto invece origine da Genova, poi mossa verso l'entroterra ove andarono ad edificare la propria fortezza, nell'attuale Borgo Fornari. 
Nel 1229 Filippo Furnari, discendente dagli Ottone, Fabiano e Gottardo, si trasferì in Sicilia a supporto delle flotte genovesi nella conquista da parte degli Svevi della Sicilia, che sotto il dominio di Federico II di Svevia acquistarono una parte del territorio messinese, terre di Furnari, attuale Furnari.
Nel 1334 Giovanni dei Fornari nobile e Guelfo di Alessandria della Paglia venne ad abitare a Genova con facoltà di centomila fiorini d’oro. Volle essere ascritto nel numero dei popolari e nel colore ghibellino.
Ebbe cinque figli maschi: Tommaso, Pietro, Guirardo, Domenico e Aloise.

## Albergo De Fornari
Con la riforma voluta da Andrea Doria nel 1528, i De Fornari andarono a formare il II albergo cittadino. Di seguito le famiglie che erano ascritte all'albergo De Fornari:
- Albenga: provenienti da Albenga, giunsero in Genova nel XIV secolo e furono ascritti alla famiglia.[3]
- De Bene: provenienti da Santa Margherita Ligure, nel 1528 furono ascritti alla famiglia.[4]
- Cabella: provenienti da Cabella Ligure, nel 1528 furono ascritti ai De Fornari ed agli Imperiale.[5]
- Camogli: giunsero in Genova nel XII secolo da Camogli e nel 1528 furono ascritti ai De Fornari ed ai Promontorio.[6]
- Casella: giunsero in Genova da Casella nel XIV secolo e nel 1528 furono ascritti alla famiglia.[7]
- Cigara: nativi della Val Fontanabuona, furono ascritti alla famiglia nel 1528.[8]
- Compiano: giunsero in Genova da Compiano intorno al 1450 e furono poi ascritti alla famiglia.[9]
- De Dotti: provenienti dalla Lombardia, nel 1528 furono ascritti alla famiglia.[10]
- Draghi: giunsero in Genova dalla riviera ligure intorno al XIII secolo e nel 1528 furono ascritti alla famiglia.[10]
- Fregoso: provenienti da Piacenza, si stabilirono nella Valpolcevera. Nonostante la loro importanza, fu loro impedito di formare albergo autonomo e nel 1528 vennero ascritti a De Fornari.[11]
- Gandolfo: nativi di Triora, nel 1528 furono ascritti alla famiglia.[12]
- Illioni: giunsero in Genova da Sarzana intorno al XIV secolo e, nel 1528 furono ascritti alla famiglia.[13]
- Magnasco: provenienti da Rapallo, nel 1528 furono ascritti ai De Fornari ed ai Salvago.[14]
- Malpagato: provenienti da Piacenza, nel 1528 furono ascritti alla famiglia.[15]
- Multedo: provenienti da Multedo, nel 1528 furono ascritti alla famiglia.[16]
- Oldoino: giunsero in Genova nel XV secolo provenienti dalla Lunigiana e dalla Lombardia e, dal 1528 ascritti alla famiglia.[17]
- Podestà: giunsero in Genova da Chiavari e nel 1528 furono ascritti alla famiglia.[18]
- Ricci: di varie origini, un ramo di questa famiglia fu ascritto ai De Fornari.[19]
- Ruffini: vennero ascritti alla famiglia nel 1528.[20]
- Serpegli: giunsero in Genova da Recco intorno al 1350 e nel 1528 furono ascritti alla famiglia.[21]
- Da Spezia. giunsero in Genova da La Spezia intorno al XIV secolo e nel 1528 furono ascritti alla famiglia.[22]
- Tassistro: furono ascritti alla famiglia nel 1528.[23]
- Testana. giunsero in Genova da Testana e nel 1528 furono ascritti a De Fornari ed ai Di Negro.[24]

## Arma
L'arma della famiglia De Fornari era scaglionato d'argento e di rosso.